# Atletismo nos Jogos Pan-Americanos de 1987 - Revezamento 4x100 m feminino
A prova do revezamento 4x100 m feminino nos Jogos Pan-Americanos de 1987 foi realizada em 16 de agosto em Indianápolis, Estados Unidos.

## Medalhistas
| Ouro                                                                             | Prata                                                                   | Bronze                                                                         |
| USA Estados Unidos Gail Devers Michelle Finn-Burrell Gwen Torrence Sheila Echols | CUB Cuba Susana Armenteros Eusebia Riquelme Liliana Allen Aliuska López | JAM Jamaica Claudilea dos Santos Cleide Amaral Inês Ribeiro Sheila de Oliveira |

### Final
| Posição           | Nação                        | Nomes                                                                 | Tempo | Notas |
| ----------------- | ---------------------------- | --------------------------------------------------------------------- | ----- | ----- |
| Medalha de ouro   | USA Estados Unidos           | Gail Devers, Michelle Finn-Burrell, Gwen Torrence, Sheila Echols      | 42.91 |       |
| Medalha de prata  | CUB Cuba                     | Susana Armenteros, Eusebia Riquelme, Liliana Allen, Aliuska López     | 44.16 |       |
| Medalha de bronze | BRA Brasil                   | Claudilea dos Santos, Cleide Amaral, Inês Ribeiro, Sheila de Oliveira | 45.37 |       |
| 4                 | COL Colômbia                 |                                                                       | 45.94 |       |
| 5                 | MEX México                   |                                                                       | 46.29 |       |
| 6                 | ISV Ilhas Virgens Americanas |                                                                       | 48.08 |       |